# Travers (plaats)
Travers is een plaats en voormalige gemeente in het Zwitserse kanton Neuchâtel, en maakt deel uit van het district Val-de-Travers.
Travers telt 1227 inwoners.

## Geboren
- Marcelin Jeanrenaud (1811), politicus

- Gemeinsame Normdatei: 4341939-2
- Historisch woordenboek van Zwitserland: 002881